# Chitose (Hokkaido)
Chitose (Japans: 千歳市, Chitose-shi) is een stad (shi) in de subprefectuur Ishikari op het Japanse eiland Hokkaido. Op 1 maart 2013 had de stad 94.844 inwoners. De bevolkingsdichtheid bedroeg 159,4 inw./km². De oppervlakte van de stad is 594,95 km². Bij de stad bevindt zich het grootste vliegveld van het eiland, luchthaven Nieuw-Chitose, en er is een militaire vliegbasis.

## Geschiedenis
- In 1880 werd het dorp Chitose (千歳村, Chitose-mura) opgericht.
- In 1942 kreeg Chitose (千歳町,Chitose–machi) het statuut van gemeente.
- Op 1 juli 1958 werd Chitose een stad (shi).

## Verkeer

### Luchthaven
De dichtstbijzijnde luchthaven is de luchthaven Nieuw-Chitose.

### Trein
Verschillende lijnen van de Hokkaido Railway Company (JR Hokkaido) lopen over het grondgebied van Chitose en hebben er stations.
- Chitose-lijn: Station Bibi – Station Minami-Chitose – Station Chitose – Station Osatsu
- Shin-Chitose-Kūkō-lijn (aftakking van de Chitose-lijn naar de luchthaven): Station Minami-Chitose – Station Shin-Chitose Kūkō
- Sekishō-lijn: Station Minami-Chitose
- Muroran-lijn: passeert in het oosten van de stad maar heeft er geen stations.

### Weg

#### Autosnelweg
Chitose ligt aan de Hokkaido-autosnelweg en aan de Doto-autosnelweg

#### Autoweg
Chitose ligt aan de volgende autowegen: 
- Nationale weg 36 (richting Sapporo en Muroran)
- Nationale weg 234 (richting  Iwamizawa en Tomakomai)
- Nationale weg 274 (richting  Sapporo en Shibecha)
- Nationale weg 276 (richting  Esashi en Tomakomai)
- Nationale weg 337 (richting Otaru)
- Nationale weg 453 (richting Sapporo en Date)

#### Prefecturale weg
Chitose ligt aan de prefecturale wegen 10, 16, 77, 78, 130, 141, 226, 258, 600, 730, 870, 872, 967, 1045, 1091 en 1149.

## Stedenbanden
Chitose heeft een stedenband met: 
- Ibusuki;
- Changchun;
- Anchorage.

## Onderwijs
Chitose heeft dertig scholen en een universiteit. Het Chitose Institute of Science and Technology werd in 1998 opgericht.